# Offer
Et offer er en gave til en guddom eller en anden for at vinde modtagerens gunst eller mildne dennes vrede. I mere overført forstand kan samme begreb også bruges om en ydelse til kirken, dens præst eller degn (lærer), om andre former for afkald, eller om en person, der har været udsat for vold, ulykke eller anden psykisk traumatiserende oplevelse.

## I religionen
Religions- og missionshistorien viser, at alle folkeslag har bragt deres guder ofre. Ofret er en gave, som frembæres, fordi der hos mennesket er en indre trang til at skænke guderne noget. Den trang kan tilfredsstilles på forskellige måder. Homer beretter om sine helte, at de ved hekatomberne selv nød det skære kød, men ofrede guderne knoglerne og det øvrige af dyret, så lod ofret være vel indsmurt i fedt for at det tog sig bedre ud i gudernes øjne. I Frygien ofrede kvinder deres ære ved gudstjenesten, og mændene lemlæstede sig selv. I almindelighed består offergaverne i markens frembringelser og i kvæg. Om menneskeofre hører man fx hos fønikerne og mexikanerne. Trangen til at ofre guderne noget må inderst inde føres tilbage ikke alene til en almindelige afhængighedsfølelse over for dem, men også og fortrinsvis til en følelse af skyld.
Ved ofre håber man at formilde guderne eller i hvert fald erhverve sig deres gunst. Af afgørende betydning er, at ofret tages ud af vedkomnes ejendom: man kan kun ofre det, som virkelig tilhører en selv. Heri ligger tanken om soning gemt. Men også det stedfortrædende ligger i ofrets begreb. Når offerdyret slagtes på gudens alter, er tanken den at give liv for liv, dyrets liv i stedet for menneskets, og slagtningen er i så henseende betydningsfuld, thi livet tænktes knyttet til blodet. Med blodets udgydelse gives også livet hen (jævnfør fx 1. Mosebog). I jødedom spiller ofre en hovedrolle (således Kain og Abel i 1. Mosebog, 4, 3-5 og Isak i 1. Mosebog, 22, 1-12), og i kristendommen er syndsforladelsen på det nøjeste knyttet til Kristi offer på korset.

## I kirkelivet
Benævnelsen offer har tillige været anvendt især i kirkelivet om den (penge)gave, der skænkes til kirken eller ved denne ansatte personer, til kirkelige eller velgørende formål (egentlig vist kun om gaver, der lægges på alteret ved offergang under gudstjenesten), især (indtil 1920) om et tillæg til præsters og degnes lønninger, der i almindelighed erlagdes ved offergang på de tre store højtider samt ved visse kirkelige handlinger (bryllup, barnedåb med mere). Danske Lov 2–12–5 og 2–15–10 bestemte, at "Præsterne skulle nyde deris Tiende og Offer paa de tre store Højtider, til Brudevielse, Børnedaab og Barselqvinders Kirkegang."

## Overført betydning
Fra religion og kirkeliv har udtrykket bredt sig til at betegne det, man ofrer eller giver afkald på for at opnå noget eller af hensyn til en person eller sag: at yde til en fædrelandssag, en indsamling eller afståelse til ofre for en ulykkelig begivenhed og lignende. Fra nordisk mytologi kendes historien om guden Tyr, der besluttede at gøre et stort offer for det almindelige bedste og stak sin højre hånd i fenrisulvens gab, for at den kunne bindes. (Han mistede hånden, da ulven opdagede, at den ikke kunne slippe fri).

## Offer for hændelse
Betegnelsen offer bruges også om den, der har været udsat for en traumatiserende oplevelse som overfald, voldtægt, tyveri og ulykke.